# Kleinprausitz
Kleinprausitz ist ein Ortsteil von Käbschütztal, Sachsen im Landkreis Meißen mit 29 Einwohnern (Dezember 2023).

## Geographie
Kleinprausitz liegt etwa acht Kilometer südwestlich der Kreisstadt Meißen im Westen der Gemeinde Käbschütztal. Ebenfalls zu dieser Gemeinde gehören die benachbarten Ortsteile Deila und Leutewitz im Norden, Mauna im Südosten und Porschnitz im Südwesten.

## Geschichte
Ab dem Jahr 1378 wurde der Bauernweiler von Meißen verwaltet, sei es vom Erb-Amt Meißen (1547–1816) oder später vom Amt Meißen, ab 1875 bei der Amtshauptmannschaft Meißen, ab 1952 vom Landkreis Meißen. Der Name des Ortes entwickelte sich dabei von Pruz minor (1356) über Wenyge-Prus (1401) und Kleynen Prauss (1547) oder Klein Prauß (1590), dann ab 1748 endgültig zu Kleinprausitz. 1910 wurde der Ort schließlich nach Porschnitz eingemeindet. Am 1. November 1935 kam er zu Krögis und ab dem 1. Januar 1994 gehört er, da Krögis ebenfalls eingemeindet wurde, zu Käbschütztal im Landkreis Meißen.

### Entwicklung der Einwohnerzahl
| Jahr | Einwohnerzahl                 |
| ---- | ----------------------------- |
| 1551 | 4 besessene Mann, 12 Inwohner |
| 1764 | 4 besessene Mann              |
| 1834 | 45                            |
| 1871 | 41                            |
| 1890 | 23                            |
| 1925 | 28                            |
| 2011 | 28                            |

## Verkehr
Der Ort ist durch eine Gemeindestraße an die östlich vorbeilaufende Kreisstraße 8031 angebunden, die in nördliche Richtung am Recyclinggelände der MBA Polymers Germany GmbH vorbei nach Leutewitz und Deila, in südlicher über Mauna zur Bundesstraße 101 führt, die weiter südlich bei Nossen Anschluss an die Bundesautobahn 14 hat. Über die Gemeindestraße gibt es auch eine Verbindung zum Nachbarortsteil Porschnitz.